# 蘇霍斯塔韋齊
50°33′54″N 32°16′25″E / 50.56500°N 32.27361°E
蘇霍斯塔韋齊（烏克蘭語：Сухоставець），是烏克蘭的村落，位於該國北部切爾尼戈夫州，由普里盧基區負責管轄，始建於1700年，面積0.63平方公里，海拔高度129米，2001年人口60。